# Michael Daugherty
Michael Daugherty   (Cedar Rapids, 28 d'abril de 1954) és un compositor, pianista i professor estatunidenc.
Daugherty està influït per la cultura popular, el romanticisme i el postmodernisme. Entre les obres més notables de Daugherty es troben la seva Metropolis Symphony per a orquestra inspirada en els còmics de Superman (1988-1993), Dead Elvis per a fagot sol i Ensemble de cambra (1993), Jackie O (1997), Niagara Falls per a Symphonic Band (1997), OVNI per a Solo Percussió i orquestra (1999) i per a la banda simfònica (2000), Campanes per a Stokowski de Philadelphia Stories per a orquestra (2001) i per a la banda simfònica (2002), Foc i sang per a violí i orquestra solistes (2003) inspirats en Diego Rivera i Frida Kahlo, Màquina del temps per a tres directors i orquestra (2003), Ranxo fantasma per a orquestra (2005), Deus ex Machina per a piano i orquestra (2007), Labyrinth of Love for Soprano and Chamber Winds (2012), American Gothic per a Orchestra (2013) i Tales of Hemingway per a violoncel i orquestra (2015). Daugherty ha estat descrit per The Times (Londres) com "un mestre fabricant d'icones" amb una "imaginació inconformista, un sentit estructural impertèrrit i una oïda meticulosa".
Actualment, Daugherty és professor de composició a la Facultat de Música, Teatre i Dansa de la Universitat de Michigan a Ann Arbor, Michigan. La música de Michael Daugherty està publicada per "Peermusic Classical, Boosey & Hawkes" i, des del 2010, "Michael Daugherty Music/Bill Holab Music".

## Vida i carrera
Primers anys
Michael Daugherty va néixer en una família musical el 28 d'abril de 1954 a Cedar Rapids, Iowa. El seu pare Willis Daugherty (1929–2011) era bateria de jazz i country i bateria la seva mare Evelyn Daugherty (1927–1974) era cantant aficionada, i la seva àvia Josephine Daugherty (1907–1991) era pianista de música per al cinema mut. Els quatre germans menors de Daugherty són tots músics professionals: Pat Daugherty (n. 1956), Tim Daugherty (n. 1958), Matt Daugherty (n. 1960) i Tommy D. Daugherty (n. 1961).
Les peces centrals de la modesta casa Daugherty, situada a la 1547 5th Avenue SE a Cedar Rapids, eren un tocador de piano, televisió i tocadiscs. A l'edat de 8 anys, Daugherty es va ensenyar a ell mateix a tocar el piano bombant els pedals del piano i veient com es movien les tecles del piano a cançons de Tin Pan Alley com "Alexander's Ragtime Band". La música va ser una activitat significativa en la família Daugherty, especialment durant les vacances quan els parents participaven en jam sessions de cançons populars com "Misty" i "Sentimental Journey". A més, la família Daugherty es reunia sovint al voltant de la televisió al vespre per veure hores populars de varietats com ara El programa d'Ed Sullivan, el programa Jackie Gleason i el programa Tonight, protagonitzat per Johnny Carson. La col·lecció de discos a la casa de Daugherty consistia principalment en "música fàcil d'escoltar" dels anys cinquanta i música del teatre de Broadway.
Durant els seus anys de desenvolupament, la mare de Daugherty el va animar a pintar, dibuixar dibuixos animats, tocar la dansa i jugar a bàsquet i el seu pare i el seu oncle Danny Nicol li van ensenyar a tocar bateries de rock i jazz. Del 1963 al 67, Daugherty va tocar el bombo als "Emerald Knights" i els "Tom-Toms al Grenadier Drum and Bugle Corps", on va competir contra altres "Drum and Bugle Corps" en petites ciutats del Midwest. Durant aquests anys, Daugherty va treballar com a jove periòdista al "The Des Moines Register" i va lliurar diaris a tot el seu barri i al "Mercy Hospital" de Cedar Rapids.
Viatjar era un passatemps important per a la família Daugherty. Sovint feien llargs viatges per carretera a l'estiu per autopistes de dos carrils fins a llocs turístics, inclosos el mont Rushmore, les cascades del Niàgara i Miami Beach. El 1964, tota la família Daugherty va prendre dues setmanes de vacances a Londres, on els Beatles i Jimi Hendrix estaven al màxim de la seva fama i "Carnaby Street" era l'avantguarda de la cultura i la moda populars; això era al cor de els Swinging Sixties.
Els anys seixanta a Amèrica van ser una època de grans disturbis polítics i canvis socials. Això va tenir un gran impacte en l'adolescent Daugherty. Les manifestacions pels drets civils per la igualtat i la integració racials i les manifestacions contra la guerra del Vietnam es van convertir en esdeveniments habituals a Iowa el 1970, especialment a la propera Universitat d'Iowa, a Iowa City.
Del 1968 al 72, Daugherty va ser el líder, arranjador i organista de la seva banda de rock, soul i funk de l'escola secundària, "The Soul Company". Aquesta banda va interpretar una gran varietat de llistes i música de "Motown", de James Brown, "Blood Sweat & Tears i Sly and the Family Stone". Com que l'accés a partitures era gairebé impossible, Daugherty va aprendre a transcriure la música a mà escoltant gravacions de vinil. Amb l'ajuda del seu pare, que va conduir la banda per tot l'estat, "The Soul Company" es va convertir en un grup popular a nivell local que actuava en festes de ball de secundària, danses i altres esdeveniments.
Durant els mateixos anys, Daugherty va ser acompanyant de piano per al "Washington High School Concert Choir", intèrpret de piano de jazz solista en discoteques i salons, i va aparèixer a la televisió local com a pianista del país i de l'oest de "Dale Thomas Show". Daugherty va entrevistar artistes de jazz que van actuar a Iowa, inclosos Buddy Rich, Stan Kenton, George Shearing i Rahsaan Roland Kirk, i va escriure articles sobre la seva música per al diari de l'escola secundària. Durant els estius del 1972 al 77, Daugherty va tocar l'orgue Hammond a les fires del comtat de tot el Midwest per a diverses estrelles de la música popular com Bobby Vinton, Boots Randolph, Pee Wee King i membres de "The Lawrence Welk Show".

## Educació als Estats Units i Europa

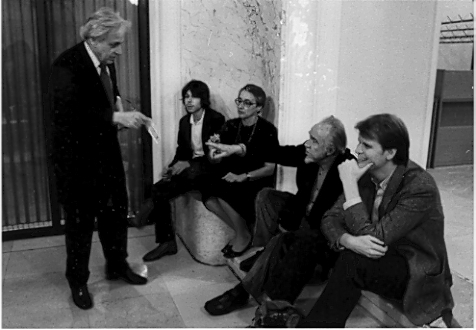
Michael Daugherty i el ISCM World Music Days 1982

Daugherty va estudiar composició musical i jazz a la "University of North Texas College of Music" del 1972 al 76. Entre els seus professors de composició hi havia Martin Mailman i James Sellars. Daugherty també va tocar el piano de jazz al "Two O'Clock Lab Band". Va ser després d'escoltar l'Orquestra Simfònica de Dallas interpretar el Concert per a piano de Samuel Barber que Daugherty va decidir dedicar totes les seves energies a compondre música per a l'escenari del concert. El 1974, el director Anshel Brusilow va programar un nou treball amb la Orquestra Simfònica de la Universitat del Nord de Texas, Daugherty tenia 20 anys. Després de l'estrena de Moviments per a orquestra, la facultat de composició va atorgar a Daugherty una beca que li va permetre continuar els seus estudis musicals a la universitat. Daugherty es va llicenciar en música i en composició per la ""North Texas State University" el 1976.
Aquell mateix any, Daugherty es va traslladar a la ciutat de Nova York per experimentar la nova escena musical. Estant allí, va estudiar serialisme amb Charles Wuorinen a la "Manhattan School of Music" durant dos anys, i va rebre un màster en música en composició el 1978. Per guanyar diners pels seus estudis, Daugherty va ser empleat com a acomodador al Carnegie Hall i com a pianista d'assaig per a classes de dansa dirigit pel ballarí de ballet de Nova York Jacques d'Amboise.
Daugherty assistia amb freqüència a nous concerts de música "uptown" i "downtown" a la ciutat de Nova York; Aquí va conèixer familiarment compositors com Milton Babbitt, Morton Feldman i Pierre Boulez. El 1978, Boulez, llavors director musical de la Filharmònica de Nova York, va convidar a Daugherty a presentar-se al seu recentment obert institut de música informàtica a París: IRCAM ("Institut de Recherche et Coordination Acoustique/Musique"). Una beca Fulbright va permetre a Daugherty traslladar-se a París per estudiar música informàtica a l'IRCAM des del 1979 fins al 80. Durant la seva etapa a l'IRCAM, va conèixer a molts compositors com Luciano Berio i Gérard Grisey, Tod Machover i Frank Zappa. A París, Daugherty va tenir l'oportunitat d'escoltar música contemporània dels principals compositors europeus de l'època interpretada per "l'Ensemble l'Itinéraire" i "l'Ensemble InterContemporain" de Boulez. També va assistir a classes d'anàlisi impartides per Betsy Jolas al Conservatori Nacional Superior de Música de París.
A la tardor de 1980, Daugherty va tornar a Amèrica per cursar estudis de doctorat en composició a la "ale School of Music" Durant aquest temps, Jacob Druckman (que va ser un dels compositors més influents d'Amèrica) va ser president del departament de composició de Yale i compositor resident a la Filharmònica de Nova York. Daugherty va estudiar amb Druckman i altres compositors guanyadors del premi Pulitzer a Yale, inclosos Bernard Rands i Roger Reynolds. També va estudiar sistemes de notació improvisats i formes obertes amb el compositor de música experimental Earle Brown. La classe de composició de Daugherty a Yale incloïa compositors estudiants que després es convertirien en veus úniques i importants de la música contemporània: els compositors de "Bang on a Can", Michael Gordon, David Lang i Julia Wolfe; juntament amb Robert Beaser, Aaron Jay Kernis, Scott Lindroth i Betty Olivero.
A Yale, Daugherty va escriure la seva dissertació sobre la relació entre la música de Charles Ives i Gustav Mahler i els escrits de Goethe i Ralph Waldo Emerson. Ell va treballar estretament en aquesta tesi amb John Kirkpatrick, qui va ser el comissari de la Col·lecció Ives a Yale i va donar l'estrena el 1938 de la Sonata per a piano n.º 2 d'Ives: Sonata Concord. Daugherty també va continuar el seu interès pel jazz, on va treballar amb Willie Ruff i va dirigir el "Yale Jazz Ensemble". Va ser Ruff qui va introduir Daugherty a l'arranjador de jazz Gil Evans, que, en aquell moment, buscava un ajudant. Durant els propers anys, Daugherty va viatjar en tren des de New Haven fins a l'estudi privat d'Evans a Manhattan. Daugherty va ajudar a Evans a organitzar els seus manuscrits musicals i a completar projectes. El projecte més notable va ser la reconstrucció dels arranjaments perduts de Porgy and Bess, que es va utilitzar originalment per a l'enregistrament de 1958 amb Miles Davis.
Durant l'estiu de 1981, Daugherty va estudiar composició amb el compositor guanyador del premi Pulitzer Mario Davidovsky com a membre de la composició a Tanglewood, que en aquell moment era reconegut com a bastió de la música abstracta i atonal. Va ser a Tanglewood quan Daugherty va conèixer el compositor / director d'orquestra Leonard Bernstein. Després d'escoltar la música de Daugherty a Tanglewood, Bernstein va animar Daugherty a considerar seriosament la possibilitat d'integrar la música popular nord-americana amb la música de concert. A principis dels anys vuitanta, l'actitud populista de Bernstein poques vegades era compartida pels crítics que afavorien la música de concert contemporània "seriosa".
Un any més tard, l'estiu de 1982, Daugherty va viatjar a Alemanya per assistir al "Darmstädter Ferienkurse" (Cursos internacionals d'estiu de música nova de "Darmstädter Ferienkurse"). Darmstadt va ser un dels centres líders de música nova a Europa, on l'estètica musical de Theodor W. Adorno encara tenia una gran influència. Daugherty va assistir a conferències impartides per compositors, incloses Brian Ferneyhough i Karlheinz Stockhausen, i a actuacions del Quartet de corda Arditti. A Darmstadt, Daugherty es va fer amic del fill de Karlheinz, el trompetista Markus Stockhausen. Junts van formar un grup experimental d'improvisació (Markus Stockhausen a la trompeta i electrònica i Daugherty als sintetitzadors) que, durant diversos anys, va actuar a sales de concerts i clubs de tot Europa.
A la tardor de 1982, Daugherty va ser convidat pel compositor György Ligeti a estudiar composició amb ell a la "Hochschule für Musik und Theater Hamburg". A més d'assistir al seminari de composició de Ligeti (que va tenir lloc al seu apartament d'Hamburg), Daugherty va viatjar amb Ligeti per assistir a concerts i festivals de la seva música per tot Europa. En aquell moment, Ligeti estava interessat en la música de Conlon Nancarrow, que vivia aïllat a la Ciutat de Mèxic i componia complexos polirítmics, música per a pianos. El piano de tocador (a hores d'ara antic) era un instrument musical familiar i nostàlgic de Daugherty. Daugherty va conèixer Nancarrow a Graz, Àustria, quan Ligeti va presentar Nancarrow i la seva música a la intel·lectualitat europea a les Jornades Mundials de la Música de 1982 de la ISCM ("International Society for Contemporary Music"). Durant els dos anys següents (1983-84), Daugherty va continuar estudiant amb Ligeti mentre treballava com a pianista de jazz solista en clubs nocturns de Cambridge, Anglaterra i Amsterdam. Per crear música "original", Ligeti va animar i inspirar Daugherty a trobar noves maneres d'integrar la música per ordinador, el jazz, el rock i la música popular nord-americana amb música de concert. A la tardor de 1984, Daugherty va tornar a Amèrica i va dedicar la seva carrera a fer precisament això.

## Ensenyament
Daugherty és educador de joves compositors i defensor de la música contemporània. Com a professor ajudant de composició a "l'Oberlin Conservatory of Music" (1986-1991), Daugherty va organitzar residències amb convidades de compositors amb representacions de la seva música. Daugherty també va organitzar el "Festival Electrònic Plus" del 1988, que va tenir lloc a Oberlin i va comptar amb música de més de 50 compositors. A Oberlin, Daugherty (tocant el sintetitzador) també va actuar i enregistrar amb el trompetista de jazz Donald Byrd, que hi va ensenyar des del 1987–89.
El 1991, Daugherty va ser convidat a formar part de la facultat de composició de la Facultat de Música de la Universitat de Michigan (Ann Arbor). Va substituir Leslie Bassett, que es va retirar. Daugherty va ser copresident del departament de composició amb el compositor William Bolcom del 1998 al 2001 i president del departament del 2002 al 2006. A la Universitat de Michigan, Daugherty va assessorar a molts joves compositors, incloent "Clarice Assad", Derek Bermel, Gabriela Lena Frank, Kristin Kuster, David T. Little, Joel Puckett, Andrea Reinkemeyer, Arlene Sierra, DJ Sparr i Roger Zare. Daugherty ha organitzat residències de compositors convidats amb actuacions de la seva música, inclosos Louis Andriessen, Michael Colgrass, Michael Torke, Joan Tower, Betsy Jolas i György Ligeti. També ha compost noves obres, incloent Niagara Falls (1997) i Bells for Stokowski (2002), per a la "Symphony Band" de la Universitat de Michigan i els seus dos directors més recents, H. Robert Reynolds i Michael Haithcock.
Daugherty va organitzar un festival i conferència de tres dies titulat ONCE. MÉS., Que va tenir lloc del 2 al 4 de novembre de 2010 al "Rackham Auditorium", situat al campus de la Universitat de Michigan. Per primera vegada en 50 anys, els compositors originals de l'ONCE, Robert Ashley, Gordon Mumma, Roger Reynolds i Donald Scarvada, van tornar a Ann Arbor per participar en concerts amb les seves composicions recents i les seves obres del festival original de l'ONCE celebrat a Ann Arbor als anys seixanta.
Daugherty ha estat jutge final dels "Broadcast Music Incorporated (BMI) Student Composers Awards", el "Gaudeamus International Composers Competition", i del "Premi Elaine Lebenborn" per a compositores femenines de l'Orquestra Simfònica de Detroit. També ha estat panelista del "National Endowment for the Arts" i "Meet the Composer". Daugherty ha servit com a mentor de compositor per a sessions de lectura de música de joves compositors per part d'organitzacions com "l'American Composers Orchestra", "Minnesota Composers Orchestra", el "Cabrillo Festival of Contemporary Music", "Omaha Symphony" i el "Young Composers Institute" d'Apeldoorn (Països Baixos).
Daugherty ha estat compositor en residència amb l'Orquestra Simfònica de Louisville (2000), l'Orquestra Simfònica de Detroit (1999-2003), l'Orquestra Simfònica de Colorado (2001-02), el Festival de Música Contemporània Cabrillo (2001, 2006, 2011), la Simfonia de Westshore Orquestra (2005-06), "Eugene Symphony" (2006), "Henry Mancini Summer Institute" (2006), "Music from Angel Fire Chamber Music Festival" (2006), "Pacific Symphony" (2010), "Chattanooga Symphony Orchestra" (2012), "New Century Orquestra de Cambra" (2014) i Orquestra Simfònica d'Albany (2015).
Institucions d'educació superior que han convidat Daugherty inclouen la Universitat de Texas a Austin, la Universitat de Colorado a Boulder, "Rice University", "Northwestern University", la Universitat de Syracuse, la Universitat d'Indiana, Universitat d'Iowa, Universitat del Nord de Texas, la Universitat de Vanderbilt, la Universitat de l'Estat de Louisiana, "Appalachian State University", Universitat del Sud de Califòrnia, "Eastman School of Music", "The Hartt School", "Juilliard School of Music" i Conservatori de Música de la Universitat de Shenandoah.
El 2001, Daugherty va ser convidat a presentar la seva música amb les actuacions de la banda de la força aèria dels Estats Units a la Clínica Midwest "The Midnight Special" de Chicago. Daugherty ha participat al programa "Ravinia Festival Community Outreach", dissenyat per promoure i fomentar la nova música de conjunts estudiantils de les escoles públiques de Chicago.

## Premis i distincions
Daugherty va rebre el premi "Kennedy Center Freidheim" (1989) per les seves composicions Snap! i Blue Like an Orange, la beca Goddard Lieberson de l'Acadèmia Americana d'Arts i Lletres (1991), les beques de la "National Endowment for the Arts" (1992), la Fundació Guggenheim (1996) i el Premi Stoeger de la "Chamber Music Society" del Lincoln Center (2000). El 2005, Daugherty va rebre el Premi del Compositor de l'Orquestra Simfònica de Lancaster i, el 2007, l'Orquestra Simfònica de Delaware va seleccionar a Daugherty com a guanyador del premi "AI duPont". També el 2007, Daugherty va ser nomenat "Compositor clàssic destacat" als "Detroit Music Awards" i va rebre el premi Ostwald de l'Associació Americana de Bandmasters per la seva composició Raise the Roof per a "Timpani and Symphonic Band Daugherty" va rebre diversos premis Grammy en la categoria de Millor Composició Clàssica Contemporània pels enregistraments de Nashville Symphony de Deus ex Machina i Tales of Hemingway per a violoncel i orquestra.